# Legio IV Scythica
Legio quarta Scythica ou Legio IIII Scythica ou ainda Legio IV Scythica ("Quarta legião Cita") foi uma legião romana recrutada por Marco Antônio por volta de 42 a.C. para a sua campanha contra o império Parta, daí o seu outro cognome, Legio IV Parthica. A legião ainda estava ativa na província romana da Síria no início do século V O símbolo da legião era o capricórnio:p. 128.

## Origem

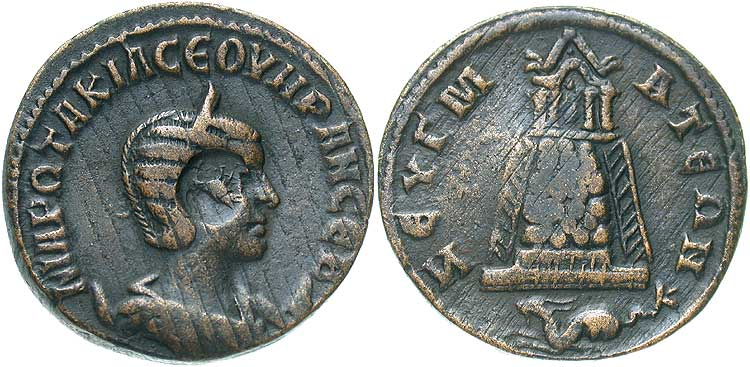
Moeda de Filipe, o Árabe. O capricórnio é uma referência à IV Scythica, sobre o templo de Zeugma, quartel-general da legião

Em seus primeiros anos, os passos da IV Scythica são incertos, embora seja provável que ela tenha tomado parte da Campanha parta de Marco Antônio. O nome sugere que ela lutou contra os citas. Após a batalha de Ácio e o suicídio de Marco Antônio, Otaviano transferiu a quarta para a província da Mésia, na fronteira do Danúbio. A partir daí, a legião parece ter servido apenas em tarefas civis, como construir e manter as estradas romanas.

## Campanhas no oriente
O rei Vologases I invadiu o Reino da Armênia, então um estado cliente de Roma, em 58 Nero ordenou que Cneu Domício Córbulo, o novo legado da província da Capadócia, que lidasse com o assunto. Córbulo trouxe a IV Scythica da Mésia e, juntamente com a III Gallica e a VI Ferrata, derrotaram os partas e restauraram Tigranes VI ao trono. Em 62, ela, agora com a XII Fulminata, comandadas pelo novo legado imperial propretor da Capadócia, Lúcio Cesênio Peto, foram derrotadas pelos partas na batalha de Randeia e foram forçadas a se render. As legiões foram desgraçadas e removidas do teatro de operações, em Zeugma, que seria o quartel da IV Scythica por mais um século.
No Ano dos quatro imperadores (69), a legião, assim como todo o exército oriental, tomou o partido de Vespasiano imediatamente. Apesar da lealdade demonstrada, a IV não se envolveu nas batalhas, pois não era considerada uma legião de alta qualidade, o que remete à uma outra derrota, desta vez na primeira guerra judaico-romana (66 - 70) alguns anos antes.
No século II, ela participou da supressão de outra rebelião judaica, desta vez com mais sucesso (a Revolta de Barcoquebas).

## A partir doséculo II
A IV Scythica participou de todas as campanhas do século II contra o império Parta, inclusive a Guerra romano-parta de 161-166, comandada por Lúcio Vero. Entre 181 e 183, o comandante das legiões orientais era Sétimo Severo, que se tornaria imperador com base no poder de suas legiões. Ele liderou uma nova nova campanha contra os partas em 198, que terminou com a captura da capital inimiga, Ctesifonte.
A legião desaparece das fontes após 219, quando seu comandante, Gélio Máximo, se rebelou contra o imperador Elagábalo e se proclamou imperador, apenas para ser derrotado por ele. Porém, de acordo com a Notitia Dignitatum, no início do século V, a quarta ainda estava na Síria, acampada em Sura.